# Escola d'Amsterdam (arquitectura)

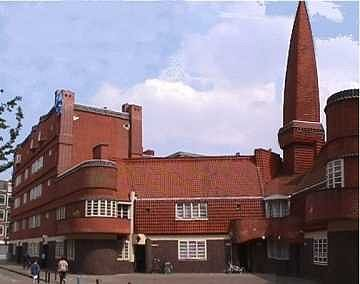
Het Schip, de Michel de Klerk, Amsterdam (1917-20).

L'Escola d'Amsterdam va ser un moviment arquitectònic lligat a l'expressionisme que es va desenvolupar a la ciutat d'Amsterdam, Països Baixos entre 1915 i 1930.
Es tracta d'un grup d'arquitectes amb inquietuds comunes, units estilísticament amb els arquitectes expressionistes alemanys, amb els qui compartien el gust pel maó vist i un disseny innovador i avantguardista. Així i tot, es contraposaven al coetani moviment De Stijl i el seu ús de nous materials com l'acer i el vidre.
El seu estil artístic estava influït en bona part pel racionalisme de Hendrik Petrus Berlage, del que no obstant això rebutjaven la seva sobrietat, i del que van adoptar principalment la seva ocupació del maó combinat amb el formigó. També van rebre certa influència de l'Art Nouveau, especialment Henry van de Velde i Antoni Gaudí, dels quals van assimilar el seu gust per les formes naturals i els estils exòtics de fora d'Europa.
Els seus principals membres van ser Michel de Klerk, Pieter Lodewijk Kramer i Johan van der Mey, que van contribuir en gran manera al desenvolupament urbanístic de Ámsterdam, amb un estil orgànic inspirat en l'arquitectura tradicional holandesa, en el qual destacaven les superfícies ondades. Les seves principals obres van ser el Scheepvaarthuis (Van der Mey, 1911-1916) i el Eigen Haard Estigues (De Klerk, 1913-1920).